# Baron Playfair

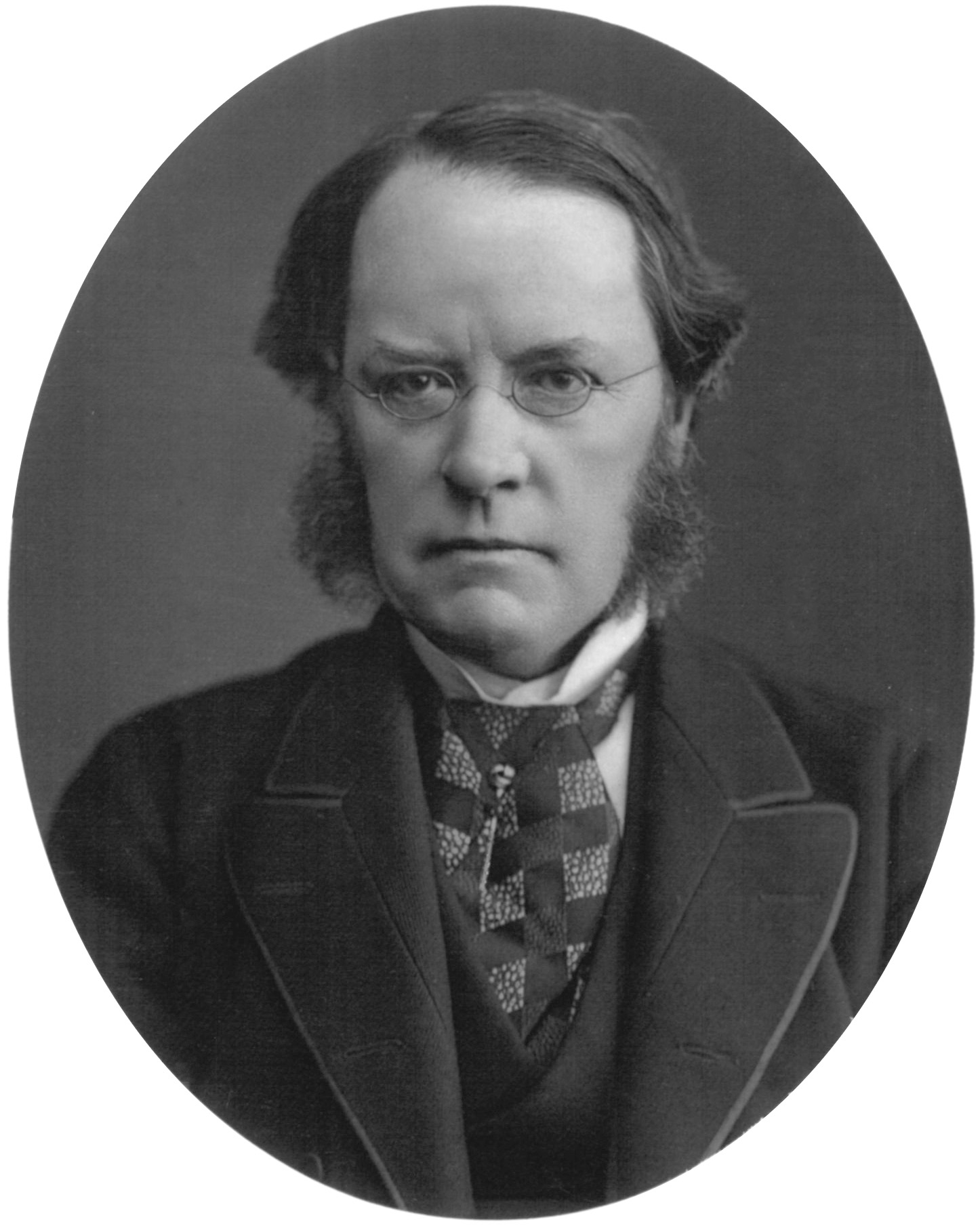
Lyon Playfair, 1. Baron Playfair

Baron Playfair, of St Andrews in the County of Fife, war ein erblicher britischer Adelstitel in der Peerage of the United Kingdom.
Der Titel wurde am 3. September 1892 dem Chemiker und liberalen Unterhausabgeordneten Sir Lyon Playfair verliehen.
Der Titel erlosch am 26. Dezember 1939 beim Tod seines einzigen Sohnes, des 2. Barons, da dessen einziger Sohn bereits 1915 kinderlos im Ersten Weltkrieg gefallen war.

## Liste der Barone Playfair (1892)
- Lyon Playfair, 1. Baron Playfair (1818–1898)
- George Playfair, 2. Baron Playfair (1849–1939)